# Montereau-Fault-Yonne
Montereau-Fault-Yonne je francouzská obec v departementu Seine-et-Marne v regionu Île-de-France. V roce 2012 zde žilo 16 682 obyvatel. Obec leží na soutoku řek Yonne a Seiny.

## Sousední obce
Cannes-Écluse, Forges, La Grande-Paroisse, Marolles-sur-Seine, Saint-Germain-Laval, Varennes-sur-Seine

## Vývoj počtu obyvatel
Počet obyvatel